# Ixodes pomeranzevi
Ixodes pomeranzevi este o specie de căpușe din genul Ixodes, familia Ixodidae, descrisă de Serdyukova în anul 1941. Conform Catalogue of Life specia Ixodes pomeranzevi nu are subspecii cunoscute.